# Hamadi Al Ghaddioui
Hamadi Al Ghaddioui (Bonn, 22 settembre 1990) è un calciatore tedesco naturalizzato marocchino, attaccante del Fortuna Colonia.

## Caratteristiche tecniche
È una prima punta che calcia prevalentemente di destro.

## Carriera

### Club
Cresciuto calcisticamente in squadre giovanili della città di Bonn (Witterschlick e Brüser Berg), nel 2011 si è trasferito al centro di formazione giovanile del Bayer Leverkusen. Non riuscendo a esordire in prima squadra, viene schierato dal Bayer Leverkusen II fino al 2014 in Fußball-Regionalliga. Dopo due stagioni al Verl e una col Borussia Dortmund II, sempre in quarta divisione, nel 2017 si trasferisce allo Sportfreunde Lotte dove disputa il campionato di 3. Liga. Nella sessione invernale di calcio mercato si aggrega allo Jahn Ratisbona, club di 2. Bundesliga e l'anno seguente realizza 11 reti in 33 presenze.
Nel 2019 viene acquistato dallo Stoccarda con cui consegue la promozione in massima divisione. Esordisce coi Roten il 26 luglio 2019, in occasione del match di apertura di campionato contro l'Hannover 96, vinto per 2-1. La settimana seguente mette a segno la sua prima rete, aprendo le marcature nel 2-2 finale in casa dell'Heidenheim. Dopo un totale di 49 presenze e 13 reti, Al Ghaddioui lascia lo Stoccarda per trasferirsi al Pafos nella massima serie cipriota.

### Nazionale
Nell'agosto del 2016 viene convocato da Hervé Renard, allora CT del Marocco, per una partita amichevole contro l'Albania, senza tuttavia esordire.

## Statistiche

### Presenze e reti nei club
Statistiche aggiornate al 14 gennaio 2022.
| Stagione                   | Squadra                    | Campionato                 | Campionato | Campionato | Coppe nazionali | Coppe nazionali | Coppe nazionali | Coppe continentali | Coppe continentali | Coppe continentali | Altre coppe | Altre coppe | Altre coppe | Totale | Totale | Totale |
| Stagione                   | Squadra                    | Comp                       | Pres       | Reti       | Comp            | Pres            | Reti            | Comp               | Pres               | Reti               | Comp        | Pres        | Reti        | Pres   | Reti   |        |
| -------------------------- | -------------------------- | -------------------------- | ---------- | ---------- | --------------- | --------------- | --------------- | ------------------ | ------------------ | ------------------ | ----------- | ----------- | ----------- | ------ | ------ | ------ |
| 2011-2012                  | Bayer Leverkusen II        | RL                         | 30         | 3          | -               | -               | -               |                    | -                  | -                  |             | -           | -           | 30     | 3      |        |
| 2012-2013                  | Bayer Leverkusen II        | RL                         | 32         | 9          | -               | -               | -               |                    | -                  | -                  |             | -           | -           | 32     | 9      |        |
| 2013-2014                  | Bayer Leverkusen II        | RL                         | 28         | 4          | -               | -               | -               |                    | -                  | -                  |             | -           | -           | 28     | 4      |        |
| Totale Bayer Leverkusen II | Totale Bayer Leverkusen II | Totale Bayer Leverkusen II | 90         | 16         |                 | -               | -               |                    | -                  | -                  |             | -           | -           | 90     | 16     |        |
| 2014-2015                  | Verl                       | RL                         | 27         | 12         | -               | -               | -               |                    | -                  | -                  |             | -           | -           | 27     | 12     |        |
| 2015-2016                  | Verl                       | RL                         | 33         | 16         | -               | -               | -               |                    | -                  | -                  |             | -           | -           | 33     | 16     |        |
| Totale Verl                | Totale Verl                | Totale Verl                | 60         | 28         |                 | -               | -               |                    | -                  | -                  |             | -           | -           | 60     | 28     |        |
| 2016-2017                  | Borussia Dortmund II       | RL                         | 33         | 19         | -               | -               | -               |                    | -                  | -                  |             | -           | -           | 33     | 19     |        |
| lug.-dic. 2017             | Sportfreunde Lotte         | 3L                         | 20         | 7          | -               | -               | -               |                    | -                  | -                  |             | -           | -           | 20     | 7      |        |
| gen.-apr. 2018             | Jahn Ratisbona             | 2L                         | 5          | 0          | CG              | -               | -               |                    | -                  | -                  |             | -           | -           | 5      | 0      |        |
| 2018-2019                  | Jahn Ratisbona             | 2L                         | 33         | 11         | CG              | 0               | 0               |                    | -                  | -                  |             | -           | -           | 33     | 11     |        |
| Totale Jahn Ratisbona      | Totale Jahn Ratisbona      | Totale Jahn Ratisbona      | 38         | 11         |                 | 0               | 0               |                    | -                  | -                  |             | -           | -           | 38     | 11     |        |
| 2019-2020                  | Stoccarda                  | 2L                         | 28         | 8          | CG              | 2               | 2               |                    | -                  | -                  |             | -           | -           | 30     | 10     |        |
| 2020-2021                  | Stoccarda                  | BL                         | 6          | 0          | CG              | 1               | 0               |                    | -                  | -                  |             | -           | -           | 7      | 0      |        |
| 2021-gen. 2022             | Stoccarda                  | BL                         | 10         | 2          | CG              | 2               | 1               |                    | -                  | -                  |             | -           | -           | 12     | 3      |        |
| Totale Stoccarda           | Totale Stoccarda           | Totale Stoccarda           | 44         | 10         |                 | 5               | 3               |                    | -                  | -                  |             | -           | -           | 49     | 13     |        |
| Totale carriera            | Totale carriera            | Totale carriera            | 285        | 91         |                 | 5               | 3               |                    | -                  | -                  |             | -           | -           | 290    | 94     |        |